# كارولين كاسادي
كارولين كاسادي (بالإنجليزية: Carolyn Cassady)‏ هي رسامة وكاتِبة أمريكية، ولدت في 28 أبريل 1923 في لانسنغ في الولايات المتحدة، وتوفيت في 20 سبتمبر 2013.

## وصلات خارجية
- كارولين كاسادي على موقع IMDb (الإنجليزية)
- كارولين كاسادي على موقع إن إن دي بي (الإنجليزية)
- كارولين كاسادي على موقع قاعدة بيانات الفيلم (الإنجليزية)